# Frénois (Côte-d'Or)
Frénois é uma comuna francesa na região administrativa da Borgonha-Franco-Condado, no departamento de Côte-d'Or. Estende-se por uma área de 25,5 km². Em 2010 a comuna tinha 88 habitantes (densidade: 3,5 hab./km²).